# Socioepistemología
La socioepistemología (del latín socialis y el griego επιστήμη, episteme, "conocimiento" o "saber", y λόγος, logos, "razonamiento" o "discurso"), también conocida como epistemología de las prácticas o filosofía de las experiencias, es una rama de la epistemología que estudia la construcción social del conocimiento. Mientras en la epistemología clásica el conocimiento se estudiaba, por lo general, independientemente de las circunstancias sociales de su producción, en la socioepistemología se aborda la consideración de los mecanismos de institucionalización que lo afectan, vía la organización social de la enseñanza, el aprendizaje y la investigación. Está, por tanto, íntimamente relacionada con la sociología de la educación y de la ciencia.

## Método
El método socioepistemológico es de naturaleza sistémica, pues permite tratar los fenómenos de producción y de difusión del conocimiento desde una perspectiva múltiple, al estudiar la interacción entre epistemología, dimensión sociocultural, procesos cognitivos asociados y mecanismos de institucionalización vía la enseñanza. Plantea el estudio del conocimiento, social, histórica y culturalmente situado.